# Wenyi Yang
Wenyi Yang (Shanghái, China, 11 de enero de 1972) es una nadadora china retirada especializada en pruebas de estilo libre, donde consiguió ser campeona olímpica en 1992 en los 50 metros.

## Carrera deportiva
En los Juegos Olímpicos de Barcelona 1992 ganó la medalla de oro en los 50 metros libre, con un tiempo de 24.79 segundos que fue récord del mundo, por delante de su paisana china Zhuang Yong y de la estadounidense Angel Martino. Además ha ganado la plata en la misma prueba en Seúl 1988 y también plata en los 4x100 metros estilo libre en Barcelona 1992, tras el equipo de Estados Unidos y por delante de Alemania.